# Azione del 18 settembre 1639
L’azione del 18 settembre 1639 fu una battaglia navale della guerra degli ottant'anni, combattuta la largo di Calais tra la flotta olandese al comando dell'ammiraglio Maarten Tromp e lo squadrone spagnolo comandato dall'ammiraglio Antonio de Oquendo.
Lo scontro ebbe luogo tra il 17 ed il 19 settembre 1639 quando gli olandesi si scontrarono con la flotta spagnola che, per quanto male armata, era comunque composta da 40-45 men–of–war e da 40-50 vascelli da trasporto con a bordo 13 000 soldati destinati a sbarcare a Dunquerque. Tromp con 12 navi individuò le navi spagnole il giorno 16 settembre, ma attese l'arrivo dell'ammiraglio de With con altre cinque navi prima di attaccare. Malgrado l'inferiorità numerica, Tromp riuscì a combattere per tutta la notte. Il giorno successivo, il commodoro zelandese Joost Banckert, giunse sul posto con altre 12 navi di rinforzo. I combattimenti continuarono sino a quando gli olandesi non ebbero terminato la polvere da sparo a bordo delle loro navi e De Oquendo decise di ritirarsi contando sulla protezione degli inglesi. Lo scontro non ebbe quindi un esito decisivo.